# Agkistrodon piscivorus
Il mocassino acquatico (Agkistrodon piscivorus (Lacépède, 1789)), noto anche come bocca di cotone, è un serpente velenoso appartenente alla famiglia dei Viperidi (sottofamiglia Crotalinae), diffuso nella parte orientale degli Stati Uniti.

## Descrizione
Lungo circa un metro (ma alcuni esemplari arrivano a un metro e ottanta), il mocassino acquatico ha squame sul dorso di colore scuro, grigio, marrone o addirittura nero allo stadio adulto, mentre i giovani hanno un colore chiaro solcato da grandi fasce trasversali scure, che con l'età tendono a confondersi. Il ventre, invece, è solitamente chiaro ma non sono insoliti gli esemplari completamente scuri.

## Biologia

### Veleno
Questo serpente è molto temuto dalle persone che lavorano nelle risaie, dato che è questo l'habitat naturale del mocassino acquatico. Quando è minacciato apre la bocca mostrando la mucosa bianca (per questo è chiamato anche bocca di cotone); il suo morso è estremamente doloroso, ma di solito non è letale per l'uomo. Il morso è meno velenoso di quello di altri crotali, ma l'emotossina rilasciata può comunque portare a gangrena.

### Alimentazione
È un ottimo nuotatore, e caccia sulle rive anfibi, uccelli e mammiferi. Altre sue prede tipiche sono i pesci, che insegue tramite il nuoto.

### Riproduzione
In marzo i mocassini acquatici, ovovivipari, si accoppiano; dopo tre mesi la femmina depone i piccoli (di solito una decina) ancora avvolti in una specie di membrana. Sono gli stessi piccoli a romperla dopo pochi minuti, con rapidi movimenti convulsi. I piccoli, lunghi una ventina di centimetri, sono molto famelici già appena nati, e possono cibarsi di prede anche più grandi di loro.